# Kraftwerk Drax
Das Kraftwerk Drax ist ein mit Biomasse befeuertes Kraftwerk in North Yorkshire in England nahe der Ortschaft Drax am Fluss Ouse.
Es war im Jahr 2011 mit einer installierten Leistung von knapp 4 GW das größte kalorische und mit Steinkohle betriebene Kraftwerk in England. Mit Stand 2021 wurde, über mehrere Umstellungsphasen, die Kohleverfeuerung beendet und insgesamt vier Blöcke mit Biomasse und einer Gesamtleistung von 2,6 GW betrieben.

## Geschichte

### Größtes Kohlekraftwerk Großbritanniens
Nach der Entdeckung von Kohlelagern nahe dem Ort Selby im Jahr 1967 – es handelte sich dabei um die letzte Neuerschließung eines Kohlefelds in Großbritannien und zugleich eines der größten Untertagebau-Projekte der Welt – wurde 1967 mit der Planung des Kraftwerk Drax begonnen. Die ersten zwei Blöcke gingen im Jahr 1973 ans Netz, im Folgejahr wurde der dritte Block in Betrieb genommen. Nach mehreren Bauphasen wurde der letzte von sechs Kraftwerksblöcken zu je 660 MW im Jahr 1986 fertiggestellt.
Bis zur Modernisierung waren Turbinen im Einsatz, die zwischen 1973 und 1986 von C. A. Parsons and Company, einem seit 1997 zu Siemens gehörenden Unternehmen, in Dienst gestellt wurden. 2007 unterzeichnete Drax einen Vertrag mit Siemens, der die Modernisierung aller Hoch- und Niederdruckturbinen sowie die Bereitstellung eines Ersatzsets umfasste.
Zunächst wurde für die zuerst fertiggestellten Kraftwerksblöcke primär Kohle aus den nahegelegenen Kohlefeldern genutzt. In der Folgezeit bis heute, ausgelöst durch die britischen Bergarbeiterstreiks, wird Steinkohle auch aus Australien, Kolumbien, Polen, Russland und Südafrika bezogen. Der Transport von den Häfen erfolgt durch die GB Railfreight.
Das Kraftwerk besitzt in Summe zwölf Kühlturme, zwei pro Kraftwerksblock. Es war im Jahr 2011 mit einer installierten Leistung von 3,96 GW das größte kalorische Kraftwerk in Großbritannien und erzeugte sieben Prozent des elektrischen Energiebedarfs. Maximal konnten pro Tag 36.000 Tonnen Steinkohle verbrannt werden, der Verbrauch pro Jahr betrug sieben bis elf Millionen Tonnen Kohle, womit das Kraftwerk Drax im Jahr 2008 der größte Emittent von Kohlendioxid (CO2) in Großbritannien war.

### Umbau zum Biomassekraftwerk
Aufgrund des geringeren technischen Aufwands wurde ab 2010 zunächst begonnen, Holzpellets als Zuschlag der Kohle beizugeben, was bis 10 % einfach möglich ist. Diese Zufeuerung ermöglicht den Zugang zu erheblichen Subventionen und eine reduzierte Anrechnung der Kohlendioxidemissionen. Von 2012 bis 2016 wurden drei Kraftwerksblöcke auf den ausschließlichen Betrieb mit Biomasse umgerüstet. Der vierte Block wurde im Jahr 2018 auf Biomassefeuerung umgestellt.
Das Kraftwerk Drax verbrennt pro Jahr sieben Millionen Tonnen Hackgut aus Holz, zumeist Holzabfälle (Stand: 2019). Aufgrund der nur geringen Mengen an verfügbarem Holz in der Region wird ein Großteil der Biomasse aus Übersee importiert. Es verbrauchte im Jahr 2014 den Großteil des weltweiten Holzpellet-Exports der Vereinigten Staaten (60 %) und Kanadas (54 %). Ab 2016[veraltet] sollten jährlich 12,5 TWh mit aus Kanada eingeführten Holzpellets produziert werden. Die zustehenden Subventionen beliefen sich auf 45 Pfund pro Megawattstunde und sollten Drax voraussichtlich 550 Millionen Pfund jährlich einbringen.
Nach Angaben des Unternehmens wird im Rahmen eines Pilotprojekts 2019 ein BECCS-Verfahren verwendet, um die beim Biomassekraftwerk anfallenden Kohlendioxidemissionen einzufangen. Auf diese Weise solle das Kraftwerk in Zukunft mit negativen Emissionen betrieben werden. Nach Angaben des Unternehmens werde es dadurch womöglich zum weltweit ersten Kraftwerk mit negativen Emissionen.
Wegen des hohen Energieaufwandes für das Einfangen von CO2 würde allerdings dann die Effizienz des Kraftwerks sinken, also wesentlich mehr Brennstoff verfeuert werden, um die gleiche Menge elektrischer Energie zu erzeugen. Weiters können zukünftige Folgekosten oder -schäden beim Einlagern von CO2 entstehen.

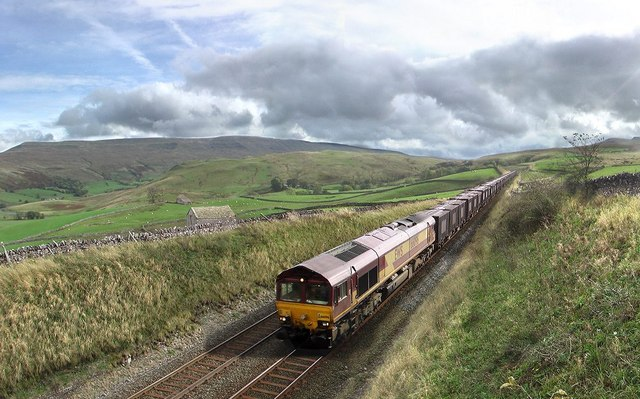
Zug mit Gips aus der REA des Kraftwerks Drax auf der Bahnstrecke Settle–Carlisle
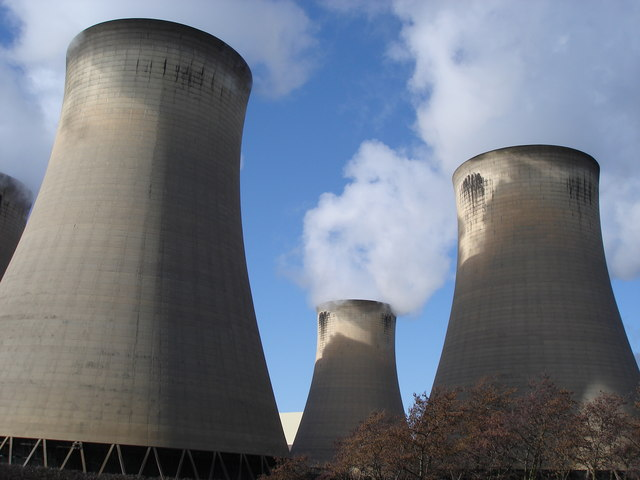
Kühltürme im Kraftwerk
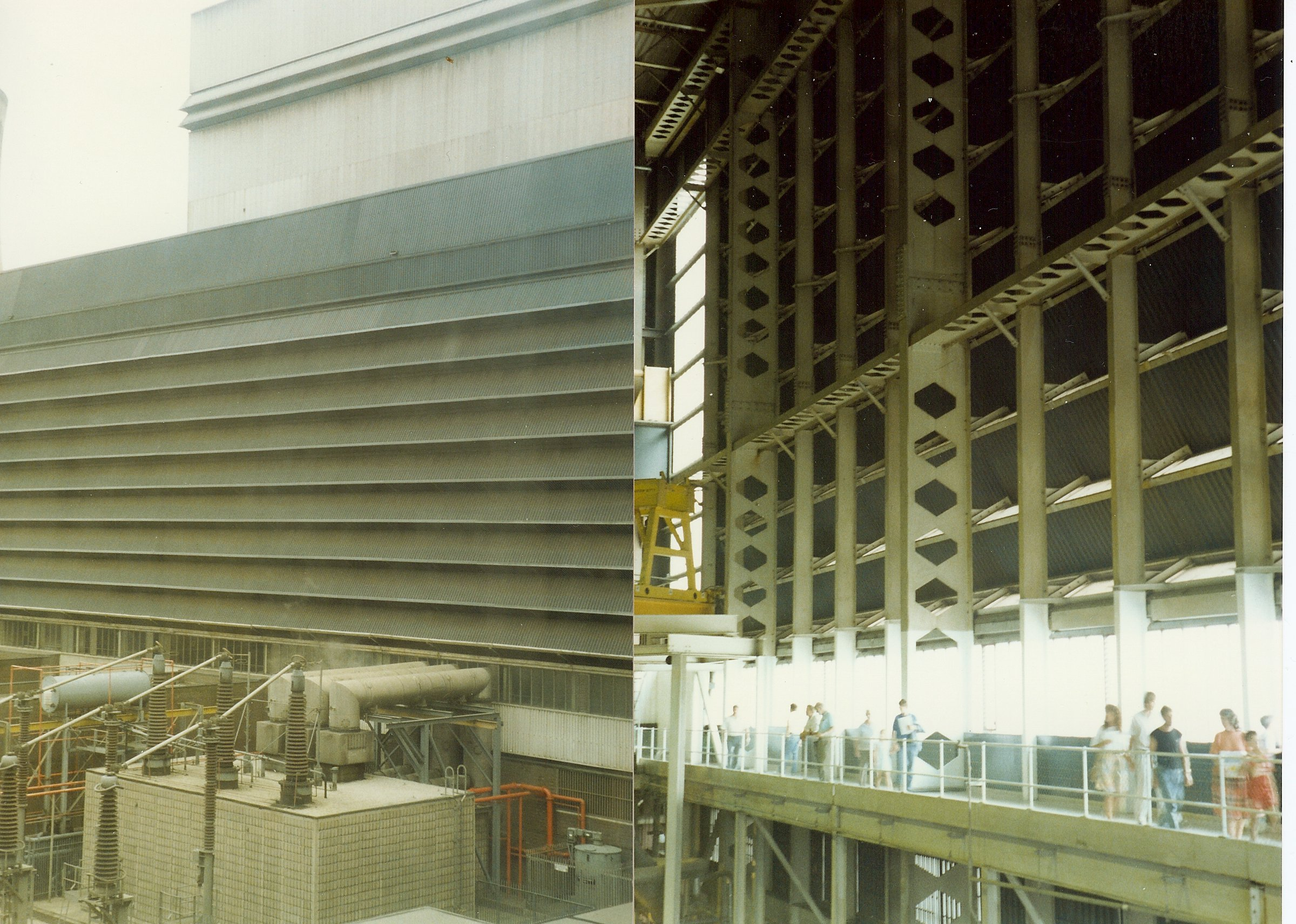
Ansicht auf Blocktransformator vor dem Maschinenhaus (links) und Innenansicht von Seitenwand des Maschinenhauses (rechts)